# Stone Temple Pilots (2018)
Stone Temple Pilots è il settimo album in studio del gruppo musicale statunitense omonimo, pubblicato il 16 marzo 2018 dalla Play Pen LLC e dalla Rhino Entertainment.

## Descrizione
Si tratta del primo album inciso dal gruppo a distanza di sette anni dall'ultimo, anch'esso intitolato Stone Temple Pilots, nonché il primo che vede il nuovo cantante Jeff Gutt.
Il primo singolo estratto dall'album è stato Meadow, diffuso il 15 novembre 2017.

## Tracce
1. Middle of Nowhere – 3:41
2. Guilty – 3:14
3. Meadow – 3:29
4. Just a Little Lie – 4:00
5. Six Eight – 3:33
6. Thought She'd Be Mine – 5:31
7. Roll Me Under – 3:45
8. Never Enough – 3:46
9. The Art of Letting Go – 4:36
10. Finest Hour – 4:11
11. Good Shoes – 3:39
12. Reds & Blues – 5:00

Tracce bonus nell'edizione speciale
1. Already Gone – 2:59
2. Forget Forever – 3:23

## Formazione
- Jeff Gutt – voce
- Dean DeLeo – chitarra
- Robert DeLeo – basso
- Eric Kretz – batteria